# Bitwa pod Arracourt
Bitwa pod Arracourt – bitwa pancerna stoczona w dniach 18–29 września 1944 roku w okolicach wioski Arracourt, położonej 25 km na wschód od Nancy we francuskiej Lotaryngii. Była jedną z największych bitew pancernych frontu zachodniego II wojny światowej. W bitwie tej słabsze, za to doświadczone amerykańskie wojska 4. Dywizji Pancernej (gen. John Shirley Wood), wchodzące w skład XII Korpusu (gen. Manton S. Eddy) 3 Armii USA (gen. George Patton), pokonały silniejsze, ale utworzone z jednostek rezerwowych, wojska niemieckiego LVIII Korpusu Pancernego (gen. Walter Krüger) wchodzące w skład 5 Armii Pancernej (gen. Hasso von Manteuffel).

## Tło sytuacyjne
Bitwa była nieudaną próbą kontrataku wojsk niemieckich na unieruchomione z powodu braku paliwa oddziały amerykańskie w celu likwidacji amerykańskich przyczółków i ustabilizowania frontu na zachód od Nancy na rzece Mozeli oraz odblokowanie oddziałów niemieckich znajdujących się w rejonie Nancy. Bitwa zakończyła się wysokimi stratami wojsk niemieckich bez zdobyczy terenu.
Po inwazji aliantów w Normandii w czerwcu 1944 i mozolnym, 7-tygodniowym pokonywaniu tego regionu, wojska alianckie ruszyły w pościg za wycofującymi się Niemcami. Wojska brytyjskie i kanadyjskie poszły na północny wschód wzdłuż wybrzeża, natomiast wojska amerykańskie ruszyły w głąb Francji na południowy wschód w stronę granicy z III Rzeszą. Amerykański XII Korpus, składał się z 4 DPanc oraz dwóch dywizji piechoty – 35. i 80, które wzięły w kleszcze i okrążyły miasto Nancy, tworząc dwa przyczółki na Mozeli. Na początku września linie zaopatrzenia tak się jednak wydłużyły, że na kilka dni amerykańska 4 DPanc zmuszona była po raz pierwszy zatrzymać się z powodu braku paliwa. Amerykański pościg załamał się także przed dobrze ufortyfikowanym miastem Metz, leżącym nad Mozelą 50 km na północ od Nancy. Okres ten wykorzystały ścigane dotąd wojska niemieckie do reorganizacji swoich oddziałów i utworzenia linii obrony. Niemcy wprowadzili tam do walki również nowy typ formacji wojskowych – brygady pancerne wyposażone w nowy sprzęt, ale z niedoświadczonymi załogami i słabo zgranymi sztabami. W przypadku tej bitwy były to 111. i 113. Brygady Pancerne, wyposażone w czołgi PzKpfw IV i PzKpfw V Panther.

## Przebieg bitwy
Zamiarem Niemców było rozbicie amerykańskiej szpicy pancernej 6 Armii, likwidacja obu przyczółków i przesunięcie frontu na zachód, aby przed jesiennym załamaniem się pogody ustabilizować linię frontu na rzece Mozeli. Niemcom pomagała również pogoda, gdyż z powodu silnego w tym okresie zachmurzenia lotnictwo alianckie nie mogło wspierać swoich oddziałów. W założeniu miała to być bitwa manewrowa, mając odrzucić przeciwnika, która jednak z powodu utrzymującej się całymi dniami mgły i braku rozpoznania przez Niemców pagórkowatego terenu przerodziła się w serię przypadkowych starć, podczas których często dochodziło do walki na bliskich dystansach i z różnych kierunków. W szczególności skuteczna okazała się amerykańska kompania C 704. batalionu lekko opancerzonych niszczycieli czołgów M18 Hellcat, które dorównywały siłą ognia Panterom, a słabość pancerza nadrabiały mobilnością, przez co mogły atakować z zaskoczenia i ukrywać się po oddaniu strzału.
Wojska niemieckie uderzyły najpierw 111. Brygadą Pancerną w rejonie południowego przyczółka, na miejscowość Lunéville położoną 25 km na południowy wschód od Nancy. Zostały jednak odrzucone ze stratą 24 czołgów, po czym skierowały się na odsłonięte pozycje amerykańskie w rejonie Arracourt.
Ostatecznie w wyniku walk pancernych pod Arracourt 111. i 113. Brygady Pancerne (wchodzące w skład LVIII Korpusu Pancernego), zostały praktycznie rozbite, a Niemcy stracili ok. 280 pojazdów przy bardzo małych stratach amerykańskich – 25 shermanów i 7 hellcatów.

## Skutki bitwy i ocena
Swojego zwycięstwa Amerykanie nie mogli jednak spożytkować, gdyż charakter walk zmienił się z dominującej w sierpniu wojny pościgowej (tzw. rajd przez Francję) na znacznie wolniejsze przełamywanie umocnionych pozycji, gdyż front dotarł w pobliże granicy francusko-niemieckiej, gdzie znajdowały się fortyfikacje byłej francuskiej Linii Maginota, a nieco dalej, po drugiej stronie granicy – niemieckiej Linii Zygfryda. Przełamanie frontu na tych terenach nastąpiło dopiero na wiosnę 1945 r. Stąd bitwa pod Arracourt, jako pozbawiona znaczenia strategicznego, pozostaje w cieniu innych walk aliantów na froncie zachodnim. Pozostaje jednak przykładem, jak można obronić się dobrą taktyką przeciwko teoretycznie znacznie silniejszemu przeciwnikowi. Paradoksem jest również fakt, iż Niemcy użyli dużych sił, aby powstrzymać przeciwnika, który nie zamierzał atakować, gdyż zgodnie z doktryną głównodowodzącego wojskami lądowymi aliantów gen. Montgomery'ego, główne uderzenie aliantów miało miejsce na zupełnie innym teatrze działań, na północy, skierowane na Belgię w kierunku Antwerpii.
Amerykański XII Korpus ruszył do kolejnej ofensywy dopiero 8 listopada.
Przyczyny klęski Niemców
- Udział niedoświadczonych, do niedawna rezerwowych jednostek wojskowych, pierwszy raz wprowadzonych do boju.
- Zła taktyka, polegająca na użyciu niedostatecznie silnych jednostek w charakterze brygady (zamiast dywizji), składających się zasadniczo tylko z wozów bojowych i piechoty w postaci grenadierów pancernych, nieposiadających wystarczających pododdziałów wsparcia, w tym artylerii i zwiadu. Koncepcja użycia tej wielkości jednostek bojowych nie była przemyślana.

Przyczyny zwycięstwa Amerykanów
- Byli stroną broniącą się, z przygotowanymi m.in. stanowiskami artyleryjskimi.
- Wprowadzenie do walki nowych, niezwykle skutecznych wozów bojowych, w postaci niszczycieli czołgów M18 Hellcat (właściwie były to lekko opancerzone działa samobieżne), mogących skutecznie zwalczać wszystkie pojazdy nieprzyjaciela włącznie z Panterami. Hellcaty były wozami bardzo słabo opancerzonymi, praktycznie bezbronnymi wobec niemieckich czołgów, jednak posiadały dostatecznie silne działo przeciwpancerne, a ich wyjątkowo duża szybkość (90 km/h), a co za tym idzie – manewrowość, powodowały, że mogły zaskakiwać nieprzyjaciela z różnych kierunków.
- Wprowadzenie do użytku nowego rodzaju amunicji przeciwpancernej, podkalibrowych pocisków M61 z sabotem (ang. High Velocity Armor Piercing, HVAP), zdolnych przebijać nawet czołowy pancerz Pantery.
- Przezbrojenie niektórych czołgów Sherman z krótkolufowej armaty wsparcia piechoty na armatę przeciwpancerną 76 mm M1 (taką samą jak w hellcatach).
- Poprawa pogody i użycie myśliwców bombardujących P-47 Thunderbolt.